# Gabarnaudia humicola
Gabarnaudia humicola är en svampart som beskrevs av Samson & W. Gams 1974. Gabarnaudia humicola ingår i släktet Gabarnaudia och familjen Ceratocystidaceae.   Inga underarter finns listade i Catalogue of Life.